# Stenogyne cranwelliae
Stenogyne cranwelliae là một loài thực vật có hoa trong họ Hoa môi. Loài này được Sherff miêu tả khoa học đầu tiên năm 1939.